# Masaki Motozawa
Masaki Motozawa (jap. 元沢正樹 Motozawa Masaki) – japoński zapaśnik w stylu wolnym. Złoto w mistrzostwach Azji w 1979. Startował w kategorii 52 kg.